# Джумабаєв Рінат Атогалійович
Рінат Атогалійович Джумабаєв (нар. 23 липня 1989, Шимкент) – казахський шахіст, гросмейстер від 2009 року.

## Шахова кар'єра
Неодноразово представляв Казахстан на чемпіонаті світу та Азії серед юніорів у різних вікових категоріях. Неодноразово брав участь у фіналі чемпіонату Казахстану, здобувши, зокрема, дві золоті (2011, 2014), срібну (2010) і дві бронзові (2007, 2013) медалі.
Представляв Казахстан на командних змаганнях, зокрема: тричі на шахових олімпіадах (2008, 2010, 2012),  на BŁĄD , а також  на BŁĄD.
2005 року переміг на міжнародному турнірі за круговою системою, який відбувся в Междурєченську. Гросмейстерські норми виконав наприкінці 2008 року (у Звенигороді) та 2009 (у Москві і Ґюмрі – 1-ше місце). 2009 року посів 3-тє місце (позаду Антона Філіппова і Фарруха Амонатова на зональному турнірі (відбіркового циклу чемпіонату світу в Ташкенті. 2010 року поділив 1-ше місце (разом з Максимом Туровим, Сергієм Жигалко і Віталієм Голодом) на Меморіалі Георгія Агзамова в Ташкенті. 2011 року посів 4-те місце на чемпіонатах Азії в Мешхеді, отримавши путівку на Кубок Світу 2011 в Ханти-Мансійську, де в першому раунді програв Лоранові Фрессіне і вибув з подальшої боротьби. 2012 року поділив 1-ше місце (разом із, зокрема, Дмитром Бочаровим і Артемом Тимофєєвим) у Томську, а також поділив 3-тє місце (позаду Бартоша Соцко і Олександра Арещенка, разом із, зокрема, Павлом Ельяновим і Борисом Грачовим) на меморіалі Михайла Чигоріна в Санкт-Петербурзі. 2013 року поділив 1-ше місце (разом з Семеном Двойрісом і Андрієм Жигалко) в Павлодарі.
Найвищий рейтинг Ело в кар'єрі мав станом на 1 липня 2011 року, досягнувши 2589 очок займав тоді 4-те місце серед казахських шахістів.

## Зміни рейтингу
| На цьому місці має відображатися графік чи діаграма, однак з технічних причин його відображення наразі вимкнено. Будь ласка, не видаляйте код, який викликає це повідомлення. Розробники вже працюють для того, щоби відновити штатне функціонування цього графіка або діаграми. | |
| | На цьому місці має відображатися графік чи діаграма, однак з технічних причин його відображення наразі вимкнено. Будь ласка, не видаляйте код, який викликає це повідомлення. Розробники вже працюють для того, щоби відновити штатне функціонування цього графіка або діаграми. |